# 阿瑟·N·霍尔库姆
阿瑟·N·霍尔库姆（1884年11月3日—1977年12月9日）是一位美国政治学家和历史学家，1910年至1955年在哈佛大学任教，1935-1936年任美國政治學會会长，1951年获美國歷史學會颁发的班克洛夫特獎。